# Anja Lundholm

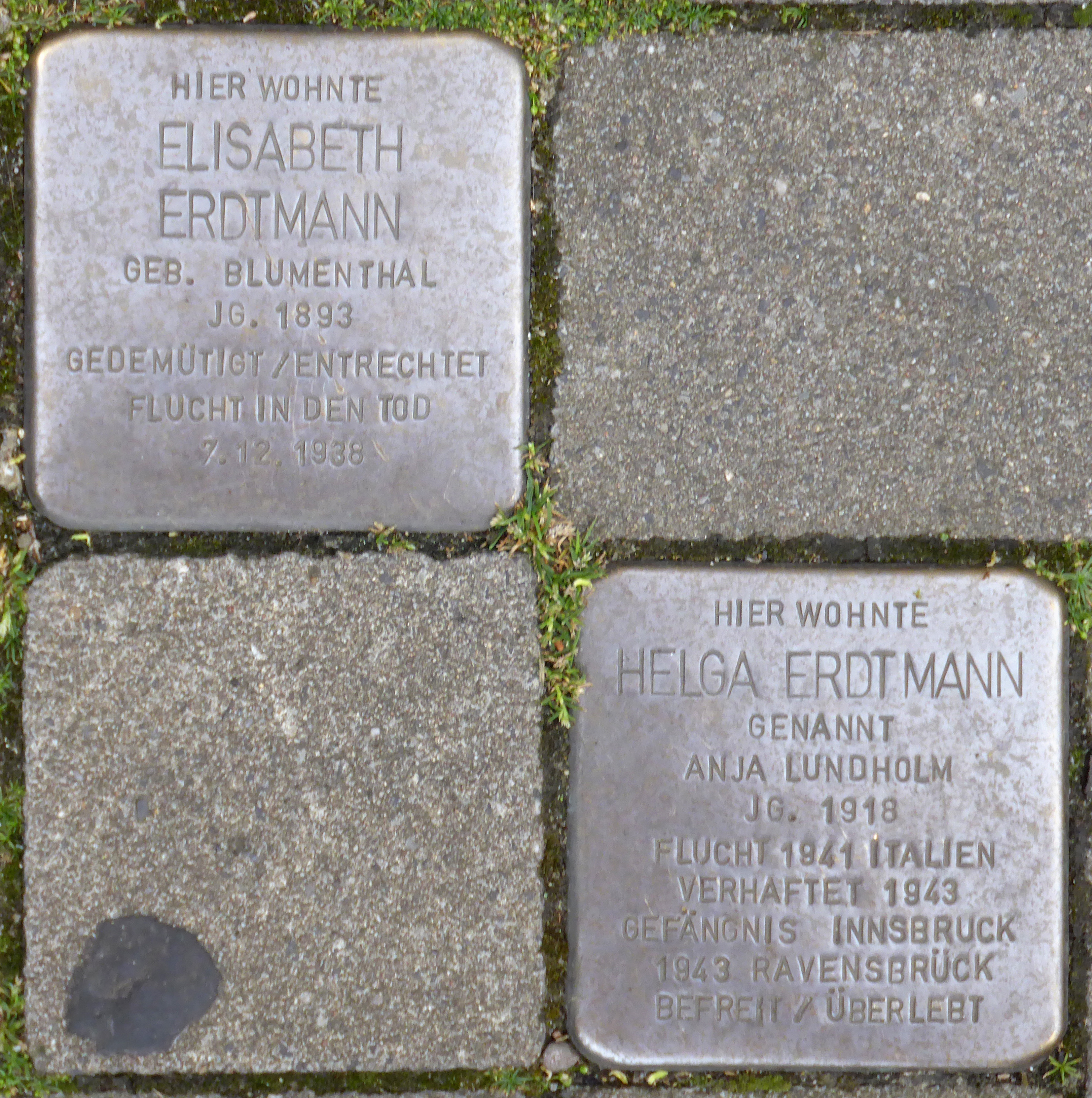
Snubbelstenar i Krefeld för Helga Erdtmann (Anja Lundholm) och hennes mor.

Anja Lundholm, ursprungligen Helga Erdtmann, född 28 april 1918 i Düsseldorf, död 4 augusti 2007 i Frankfurt am Main, var en tysk författare.
Lundholm publicerade olika verk under pseudonym som Ann Berkeley eller Alf Lindström.
Lundholm studerade mellan 1936 och 1939 musik i Berlin men kunde inte ta examen då hennes mor var judinna. Hon flydde med ett falskt pass till Rom och var där aktiv i en motståndsrörelse mot nazism. Hon angavs av sin far och blev regimens fånge och flyttad till koncentrationslägret Ravensbrück. Hon blev dessutom skild från sin nyfödda dotter som hon träffade igen efter kriget. I Ravensbrück fick hon utstå medicinska försök.
Efter kriget blev hon pianist i Bryssel och träffade där den svenska managern Lundholm som blev hennes make. Anja Lundholm arbetade sedan som översättare och journalist. Efter skilsmässa blev hon bosatt i Frankfurt am Main där hon började skriva autobiografiska texter. Lindholms verk om förintelsen fick flera utmärkelser, bland annat Erich-Maria-Remarque-Friedenspreis, Hans-Sahl-Preis och Goethe-Medaille.
I boken "Der Grüne" (Svensk titel "Den gröne/Fadern) gör hon en skoningslös analys av sin far. Hennes mest kända bok "Das Höllentor" (Svensk titel: "Helvetesporten") är ett skrämmande dokument om hennes erfarenheter i Ravensbrück, koncentrationslägret för kvinnor.
Hon dog 2007 i multipel skleros.

## Verk i urval
- Halb und Halb: Roman. München: Langen Müller. 2002 (första utgåva 1966). Libris 8453404. ISBN 3-7844-2858-4
- Ein ehrenhafter Bürger: der Grüne : Roman. 1972 (ny utgåva 1980). Libris 11400210. ISBN 3-499-13263-X
  -  Den gröne/Fadern. Översättning: Maj och Paul Frisch. Stockholm: Askild & Kärnekull. 1974 (pocket 1990). Libris 7589392. ISBN 91-7008-258-8
- Mit Ausblick zum See: Roman (1. Aufl.). Hamburg: Hoffmann und Campe. 1979. Libris 5278892. ISBN 3-455-04585-5
  -  Utsikt över vatten. Översättning: Sporrong Dorothee. Stockholm: Askild & Kärnekull. 1982. Libris 7437516. ISBN 9158203842
- Jene Tage in Rom, 1982
- Geordnete Verhältnisse, 1983
- Das Höllentor: Bericht einer Überlebenden (1. Aufl). Reinbek bei Hamburg: Rowohlt. 1988 (ny utgåva 2007). Libris 5317554. ISBN 3-498-03850-8
  -  Helvetesporten. Översättning: Sporrong Dorothee. Stockholm: Legenda. 1989. Libris 7438139. ISBN 9158214577